# Ken Money
Ken Money, född 4 januari 1935, död 6 mars 2023, är en friidrottare från Kanada. Han deltog vid olympiska sommarspelen 1956.